# Frederik Nielsen
Frederik Løchte Nielsen (Lyngby, Danska, 27. kolovoza 1983.) je danski tenisač. Nielsen se uglavnom natječe na challengerima i futuresima (u singlu i paru) a rjeđe na ATP turnirima. Tenisač je član danske teniske reprezentacije a trenira ga sunarodnjak John Larsen. Njegov djed Kurt Nielsen je 1953. i 1955. bio finalist Wimbledona u singlu.
Nielsen je 2012. osvojio Wimbledon u konkurenciji parova zajedno s britanskim predstavnikom Jonathanom Marrayjem. Zanimljivo je da su njih dvojica prije tog Grand Slama zajedno igrali na svega tri turnira te su se plasirali na Wimbledon preko "divlje pozivnice" čime su postali prvi osvajači londonskog turnira u paru na takav način (poput Gorana Ivaniševića 2001. godine u singlu). Također, tenisači su na putu do naslova, u polufinalu pobijedili braću Boba i Mikea Bryana, jedne od najboljih tenisača u konkurenciji parova u posljednjih nekoliko godina.

## ATP finala i Grand Slamovi

### Parovi (2:2)
| Ishod   | Datum              | Turnir                | Podloga         | Partner         | ProtivniCI                           | Rezultat                          |
| ------- | ------------------ | --------------------- | --------------- | --------------- | ------------------------------------ | --------------------------------- |
| Pobjeda | 7. srpnja 2012.    | Wimbledon, UK         | trava           | Jonathan Marray | Robert Lindstedt Horia Tecău         | 4–6, 6–4, 7–6(7–5), 6–7(5–7), 6–3 |
| Poraz   | 23. rujna 2012.    | Metz, Francuska       | beton (dvorana) | Johan Brunström | Nicolas Mahut Édouard Roger-Vasselin | 6–7(3–7), 4–6                     |
| Poraz   | 12. siječnja 2013. | Auckland, Novi Zeland | beton           | Johan Brunström | Colin Fleming Bruno Soares           | 6–7(1–7), 6–7(2–7)                |
| Pobjeda | 5. siječnja 2014.  | Chennai, Indija       | beton           | Johan Brunström | Marin Draganja Mate Pavić            | 6–2, 4–6, 10–7                    |

## Vanjske poveznice
- Profil tenisača na ATP World Tour.com
- ITF Tennis.com